# Coccothrinax crinita
Coccothrinax crinita (гуано барбудо, гуано петате, пальма старця, пальма петате) — ендемічна для Куби пальма. Як і інші представники роду Coccothrinax, C. barbadensis є віялоподібною пальмою (тобто має віялоподібне пальчасте листя).

## Опис
Як і більшість пальм, ці дерева одноствольні, висотою від 2 до 10 метрів зі стеблами від 8 до 20 сантиметрів в діаметрі. Це дерево здається ширшим через солом’яні або вовняні волокна на його стовбурі. Квітки цієї рослини дрібні, світло-жовті, не яскраві. Ці крихітні квіти зазвичай ростуть на довгій ніжці, яка звисає з крони. Після того, як ці квіти будуть запилені, з’являться чорні та фіолетові плоди. Плоди м’ясисті, 0,7–2 см в діаметрі, і достигають тільки влітку.

## Підвиди
Розпізнаються два підвиди: Coccothrinax crinita subsp. brevicrinis Borhidi & O.Muñiz  та C. crinita subsp. crinita. «Долоня старця з коротким волоссям» (підвид brevicrinis), має коротші та менш щільні волокна оболонки листя, що покривають стовбур, її можна знайти в центральній частині Куби.

## Ареал
Coccothrinax crinita зазвичай росте в сезонно затоплених саванах розміром до 500 м; зрідка в горбистих районах. Крім того, вона росте на вологих і добре дренованих ґрунтах, переважно на серпантинних або на ґрунтах з низьким вмістом азоту, калію та фосфору. Дерево росте надзвичайно довго; в середньому це дерево виросте на 5 футів за 10 років, але воно може вирости й до 20 футів (діапазон 10–20 футів). Основним запилювачем є вітер, а плоди розносяться ссавцями, такими як Coccothrinax argentata.

## Вирощування та використання
Coccothrinax crinita часто висаджують як декоративну пальму, а листя використовують для соломи. Це дерево дуже просте у догляді й воліє рости при частковому або повному сонячному світлі. Добре росте на дренованих, вологих, неглинястих ґрунтах, але може переносити посуху та вирощування біля океану. Ця пальма витримує низькі температури до 20 градусів за Фаренгейтом у зрілому віці та скидає найстаріший солом’яний покрив у вітряних умовах. Є багато застосувань для цієї пальми, включаючи використання її волокон для подушок, стовбура як укриття, а листя — для мисок. Всі ці види використання зіграли роль у рідкості цієї рослини, а також у знищенні середовища її проживання. 
Зараз цей вид знаходиться під загрозою зникнення: на острові Куба залишилося лише 60-130 дерев.